# Andrés Escobar
Andrés Escobar Saldarriaga (Medellín, 13. ožujka 1967. – Medellín, 2. srpnja 1994.), bio je kolumbijski nogometaš, ubijen zbog toga što je zabio autogol na Svjetskom prvenstvu 1994. u SAD-u. Ovo je jedini poznati slučaj umorstva igrača zbog greške tijekom športskoga nadmetanja.
Za Kolumbiju je igrao na Svjetskom prvenstvu 1990. godine, te na ovom prvenstvu u SAD-u četiri godine poslije. Bio je branič s brojem 2 na dresu.

## Umorstvo
Escobar je ubijen 2. srpnja 1994. godine ispred kafića u predgrađu Medellína. Prema svjedočenju njegove djevojke, ubojica je vikao Goooool! za svaki od šest metaka kojima ga je pogodio, oponašajući pritom južnoameričke nogometne komentatore. 
U drugoj utakmici kolumbijske reprezentacije na Svjetskom prvenstvu 1994., u skupini A protiv domaćina SAD-a 22. lipnja 1994. godine, Escobar je zabio autogol u pokušaju presijecanja lopte ubačene u šesnaesterac. Umjesto u korner, lopta se nesretno odbila u mrežu rezultirajući vodstvom SAD-a od 1:0. Kolumbija je naposljetku izgubila utakmicu 2:1, te se s dva poraza u dvije utakmice oprostila od borbe za plasman u drugi krug natjecanja.
Smatra se kako je ubojstvo bila kazna za taj autogol. No, ostalo je nepoznanicom je li ubojica radio na svoju ruku ili je umorstvo naručila kolumbijska mafija zbog propasti oklade na prolazak Kolumbije u drugi krug natjecanja. 
Dan poslije ubojstva Escobara, BBC je bio prisiljen javno se ispričati nakon što je njihov stručni komentator Alan Hansen u komentaru druge utakmice izjavio kako „argentinski branič želi da ga se ustrijeli zbog takve pogreške”.

## Ubojica
Humberto Muñoz Castro, nogometašev ubojica koji je prije radio kao tjelesni čuvar, prvotno je 1995. godine osuđen na 43 godine zatvora. Nakon žalbe na presudu kazna je smanjena na 26 godina, a naposljetku je pušten iz zatvora zbog uzorna ponašanja, nakon 11 godina robije. Taj  je potez okarakteriziran kontroverznim u svim južnoameričkim medijima.

## Vanjske poveznice
- Kratki članak o Escobaru na CNN-u  Arhivirana inačica izvorne stranice od 22. listopada 2002. (Wayback Machine)